# Попов Гаврило Харитонович
Гаври́ло Харито́нович Попо́в (рос. Гавриил Харитонович Попов; нар. 31 жовтня 1936, Москва, РРФСР) — радянський економіст і російський політичний та державний діяч. Доктор економічних наук, професор. Один з лідерів демократичного руху в СРСР і Росії кінця 1980-х початку 1990-х років, надалі — палкий прихильник Путіна та російського імперіалізму. За політичними поглядами завжди тримався москвофільських проімперських позицій.

## Біографія
За етнічним походженням маріупільський грек, але грецької мови не знає. Батько — Харитон Гаврилович Попов (1910-2004), агроном. Мати — Феодора Георгіївна Ніколаєва (1912-2009), педагог.
Закінчив із золотою медаллю середню школу № 61 у селищі Персіанівка (Октябрський район Ростовської області).
Закінчив економічний факультет Московського державного університету (МДУ) імені М. В. Ломоносова за спеціальністю «викладач політичної економії» (1954—1959, з відзнакою), Сталінський та Ленінський стипендіат.
Після закінчення аспірантури залишився на науковій роботі в МДУ: у 1963—1971 роках — доцент кафедри планування, завідувач лабораторії управління виробництвом, з 1971 до 1978 був завідувачем кафедри управління, з 1977 по 1980 рік — декан факультету. 1970 року захистив дисертацію «Методологічні проблеми теорії управління соціалістичним громадським виробництвом» (у 2 томах). Читав лекції з основних проблем теорії управління (зокрема, з управління виробництвом), керував семінарами з теорії економічного розвитку СРСР. У 1973—1974 роках одночасно був завідувачем відділу Інституту наукової інформації із суспільних наук АН СРСР. У період застою в СРСР 1970-х років — відомий та авторитетний вчений-економіст. У 1980-і роки — професор економічного факультету МДУ, висувався в члени-кореспонденти та дійсні члени АН СРСР.
У 1988—1991 роках — головний редактор журналу «Питання економіки». Під час періоду «перебудови» — активний реформатор, та політик-демократ. Співзасновник московської «Міжрегіональної групи» депутатів (А. Д. Сахаров, Ю. М. Афанасьєв, Г. Х. Попов, Б. М. Єльцин) в останньому радянському Парламенті — Верховній Раді СРСР. 
Після цього — голова Московської Ради народних депутатів (1990–1991), перший мер Москви (1991–1992). Після добровільної відставки з посади меру — засновник та президент Московського міжнародного університету.
Після відходу від активної політики писав історичні мемуари, дуже рідко виступав або з'являвся на публіці. Президент Федерації грецьких громад «Понтос» (1989), голова Російського відділення Всесвітньої ліги за свободу і демократію (1991).

## Ставлення до цілісності України
26 серпня 1991 прес-секретар президента РРФСР Єльцина Павло Вощанов заявив про можливі територіальні претензії Росії до республік, що виокремлювалися від СРСР. Того ж дня в телеінтерв'ю мер Москви Гаврило Попов назвав «російськими» Крим, Донбас, Харківщину, Одеську область, а також Придністров'я.
Влітку 2015 року, під час російської агресії в Україні заявив стосовно порушення Росією норм міжнародного права: рос. «Я это международное право правом считать не хочу».

## Реакція навбивство Нємцова
Цитата Г.Попова:
| Єдиною відповіддю на вбивство Нємцова може бути згуртування навколо президента <Путіна>. ...на це убивство треба відповісти тим, щоби активізувати «мовчазну більшість» прихильників Путіна,... необхідноо створювати рух на захист Путіна. ...Це наш президент.[3] |

## Друковані праці
- Гавриил Попов. Собрание сочинений в 8 томах. Издательство: Согласие, 2006. - ISBN 5868841131, 5868841174, 5868841182, 5868840984, 5868841085, 5868840763, 5868840682, 586884-1123
- Гавриил Попов. Три войны Сталина. - М.: Издательство Олимп, 2007. - 192 с. ISBN 5924801365

## Виноски
1. 1 2  Анастасія Кириленко: Г.Х.Попов и имперские притязания. — Каспаров.ру, 4.03.2015
2. ↑  Гавриил Попов: "Запад виноват" (рос.)
3. ↑  Московський комсомолець: Шесть гильз для ВВП. "Ответом на убийство Немцова должно стать сплочение вокруг фигуры Путина"(рос.), 28.03.2015